# 7,5 cm leichtes Gebirgsinfanteriegeschütz 18
7,5 cm leichtes Gebirgsinfanteriegeschütz 18 (7,5 cm le.Geb.I.G.18) – niemieckie lekkie górskie działo piechoty kalibru 75 mm. Była to odmiana 7.5 cm le.I.G.18 z nowym, dwuogonowym łożem. le.Geb.I.G.18 mógł być szybko rozłożony na 10 części i przenoszony w jukach.